# Верх-Незамай
Верх-Незамай — исчезнувший посёлок в Родинском районе Алтайском крае. Входил в состав Степно-Кучукского сельсовета. Упразднён в 2003 г.

## География
Располагался в 6 км северо-западу от села Степной Кучук, на левом берегу реки Кучук.

## История
Основан в 1910 году. В 1928 году посёлок Верх-Незамай состоял из 168 хозяйств. Центр Верх-Незамайского сельсовета Родинского района Славгородского округа Сибирского края.

## Население
По переписи 1926 г. в посёлке проживало 917 человек (471 мужчина и 446 женщин), основное население — украинцы.
Согласно результатам переписи 2002 года, в посёлке отсутствовало постоянное население.